# 母弟叔孙
母弟叔孙（？—？），姬姓，臧孙氏，臧昭伯的母弟，鲁国大夫。
臧昭伯去晋国，昭伯的堂弟臧会偷了臧昭伯的宝龟偻句，臧会到晋国问候臧昭伯，为了隐瞒偷盗的事。昭伯问家里的事，臧会暗示臧昭伯妻子和母弟叔孙有私情。昭伯抵达国都曲阜，住在城外而查问妻子兄弟的情况，没问出什么事。昭伯想杀了臧会，臧会逃奔季氏。前517年，臧昭伯随从鲁昭公出逃，季氏立了臧会做臧氏的继承人。